# Вице-президент СССР
Вице-президент Союза Советских Социалистических Республик — одно из высших должностных лиц в СССР, с 27 декабря 1990 года по 26 декабря 1991 года, и выборная должность.

## История
Введена поправками к Конституции СССР принятыми в 1990 году, в том же году им был избран Геннадий Янаев. Должность не была предусмотрена Законом СССР от 5 сентября 1991 года «Об органах государственной власти и управления СССР в переходный период». Однако, соответствующие поправки в Конституцию СССР не вносились и эта должность продолжала официально существовать до прекращения существования СССР 26 декабря 1991 года.

## Избрание
Вице-президент избирался народом единым списком с президентом Союза сроком на 5 лет. 

## Функции
- осуществлял по поручению Президента отдельные его полномочия;
- замещал Президента в случае его отсутствия или невозможности осуществления им своих обязанностей.

В случае невозможности исполнения полномочий Президента Союза ССР вице-президентом они переходили к Председателю Верховного Совета СССР

## Персоналии (период в должности)
- Геннадий Иванович Янаев (27 декабря 1990 — 4 сентября 1991);
- вакантно (4 сентября — 26 декабря 1991)